# Arthur Lange (Komponist)
Arthur Lange (* 16. April 1889 in Philadelphia; † 7. Dezember 1956 in Washington, D.C.) war ein US-amerikanischer Filmkomponist, Bandleader, Arrangeur und Liedtexter.

## Leben
Von 1914 bis 1927 war Arthur Lange als Dirigent und Arrangeur am Broadway in New York tätig. Zudem wirkte er als Komponist zeitgenössischer Musik bei Cameo Records in Manhattans Tin Pan Alley und war Leiter mehrerer Tanzorchester. Bekannt wurde er vor allem für seine Arrangements für kleine Musikensembles. Sein Buch Arranging for the Modern Dance Orchestra (1926), das in der Tradition des Symphonic Jazz von Paul Whiteman stand, war ein Standardwerk seiner Zeit und wurde auch von professionellen Jazz-Musikern der Weimarer Republik geschätzt, wo es nur schwer zugänglich war. Auch Komponist Egon Wellesz berief sich in jungen Jahren auf Langes Jazzband-Arrangements, bei denen Lange als einer der ersten das Tanzorchester in Rhythmus-, Saxophon- und Blechbläsergruppe unterteilte.
Im Jahr 1929 ging Lange nach Hollywood, wo er als Komponist bei MGM unter Vertrag genommen wurde. Später arbeitete er auch bei anderen Filmstudios wie 20th Century Fox. Im Laufe seiner Karriere war er insgesamt fünfmal für den Oscar in der Kategorie Beste Filmmusik nominiert, so etwa zusammen mit Hugo Friedhofer für den Film noir Gefährliche Begegnung (1944). Bis 1954 war er an mehr als 100 Spielfilmen beteiligt. In den 1940er Jahren gründete er die American Society of Music Arrangers and Composers (ASMAC), eine Vereinigung, die sich für bessere Vertragsbedingungen von Arrangeuren und Komponisten einsetzte. Ab 1946 dirigierte er das von ihm zusammengestellte Santa Monica Civic Symphony Orchestra.
Mit seiner ersten Frau Charlotte, von der er 1931 geschieden wurde, hatte Lange zwei Söhne. 1932 ehelichte er Marjorie Joesting. Arthur Lange starb 1956 im Alter von 67 Jahren in Washington, D.C. Sein Grab befindet sich auf dem Fort Lincoln Cemetery in Brentwood, Maryland.

## Filmografie (Auswahl)
- 1929: The Hollywood Revue of 1929
- 1929: Wonder of Women
- 1929: Moderne Mädchen (Our Modern Maidens)
- 1929: Die mysteriöse Insel (The Mysterious Island)
- 1929: Dynamit (Dynamite)
- 1930: Buster rutscht ins Filmland (Free and Easy, Cameo-Auftritt)
- 1931: Tom Keene, der König der Steppe (Freighters of Destiny)
- 1931: Helden der Unterwelt (Bad Company)
- 1933: Kavalkade (Cavalcade)
- 1933: Die Schule der Liebe (My Weakness)
- 1934: Wir senden Sonne (Stand Up and Cheer!)
- 1934: Das Leben geht weiter (The World Moves On)
- 1934: Orient Express
- 1934: Marie Galante
- 1935: Lockenköpfchen (Curly Top)
- 1935: Die Peitsche der Pampas (Under the Pampas Moon)
- 1935: Musik um Mitternacht (Thanks a Million)
- 1935: Luxusmädel (Lottery Lover)
- 1936: Der große Ziegfeld (The Great Ziegfeld)
- 1936: The Magnificent Brute
- 1938: Sally, Irene and Mary
- 1938: Entführt (Kidnapped)
- 1939: Rivalen (Let Freedom Ring)
- 1939: Dreivierteltakt am Broadway (The Great Victor Herbert)
- 1942: It’s Everybody’s War (Dokumentarfilm)
- 1943: Dixie Dugan
- 1943: Lady of Burlesque
- 1943: Coney Island
- 1943: Dick und Doof – Die Tanzmeister (The Dancing Masters)
- 1943: The Gang’s All Here
- 1944: Bermuda Mystery
- 1944: So ein Papa (Casanova Brown)
- 1944: Gefährliche Begegnung (The Woman in the Window)
- 1944: Belle of the Yukon
- 1945: Der Vagabund von Texas (Along Came Jones)
- 1946: The Fabulous Suzanne
- 1948: Texas, Brooklyn & Heaven
- 1948: Jungle Patrol
- 1950: Die Jahre der Lüge (The Vicious Years)
- 1950: The Golden Gloves Story
- 1950: Einer weiß zuviel (Woman on the Run)
- 1951: The Lady Says No
- 1951: The Groom Wore Spurs
- 1952: Der Stolz von St. Louis (The Pride of St. Louis)
- 1952: Marihuana (Big Jim McLain)
- 1953: Taxi 539 antwortet nicht (99 River Street)
- 1953: Im Tal des Verderbens (War Paint)
- 1953: Spur in der Wüste (The Steel Lady)
- 1954: Brückenkopf X (Beachhead)
- 1954: Karawane westwärts (Southwest Passage)
- 1954: Der wahnsinnige Zauberkünstler (The Mad Magician)
- 1954: Gala-Premiere (Ring of Fear)

## Auszeichnungen
- 1940: Oscar-Nominierung in der Kategorie Beste Filmmusik für Dreivierteltakt am Broadway
- 1944: Oscar-Nominierung in der Kategorie Beste Filmmusik für Lady of Burlesque
- 1945: Oscar-Nominierung in der Kategorie Beste Filmmusik für So ein Papa
- 1946: Zwei Oscar-Nominierungen in der Kategorie Beste Filmmusik für Belle of the Yukon und Gefährliche Begegnung

## Publikation
- Arranging for the Modern Dance Orchestra. Robbins Music Corporation, New York 1927.